# Aghasi Chandżian
Aghasi Ghewondi Chandżian (orm. Աղասի Ղևոնդի Խանջյանը, ros. Агаси Гевондович Ханджян, ur. 12 lutego 1901 w Wan, zm. 9 lipca 1936 w Tbilisi) – ormiański polityk komunistyczny, I sekretarz KC Komunistycznej Partii (bolszewików) Armenii (1930-1936).

## Życiorys
Urodził się w rodzinie nauczyciela. W 1915, uciekając przez ludobójstwem Ormian rodzina przeniosła się na rosyjski Kaukaz Południowy. Uczył się w szkole eparchialnej w Erywaniu. Po rewolucji lutowej i obaleniu caratu w marcu 1917 wstąpił do SDPRR(b), brał udział w założeniu organizacji młodych socjalistów "Spartak" w Demokratycznej Republice Armenii, w sierpniu 1919 został aresztowany przez armeńskie władze. We wrześniu 1919 został członkiem Biura Zakaukaskich Organizacji Komsomolskich, potem sekretarzem podziemnego erywańskiego komitetu partyjnego RKP(b), w sierpniu 1920 ponownie aresztowany za działalność komunistyczną przez armeńską policję, 10 września 1920 został członkiem KC KP(b)A. Od listopada 1920 do lutego 1921 był sekretarzem erywańskiego komitetu KP(b)A, 1921-1922 studiował na Komunistycznym Uniwersytecie im. Swierdłowa, 1922-1928 kierował Wydziałem Organizacyjnym i był sekretarzem Moskiewsko-Narwskiego Komitetu Rejonowego RKP(b)/WKP(b) w Piotrogrodzie/Leningradzie. Od 5 kwietnia 1928 do końca życia był członkiem KC KP(b)A, od maja 1928 do 1930 był II sekretarzem, a od maja 1930 do śmierci I sekretarzem KC KP(b)A, od 10 lutego 1934 do 10 lipca 1936 wchodził w skład Centralnej Komisji Rewizyjnej WKP(b). 20 grudnia 1935 został odznaczony Orderem Lenina.
Został zastrzelony przez Ławrientija Berię w jego gabinecie w Tbilisi.